# Алексије Анђел Филантропен
Алексије Анђел Филантропен (грчки: Ἁλέξιος Ἂγγελος Φιλανθρωπηνός; умро после 1388) је био средњовековни владар Тесалије из династије Анђела. Владао је до око 1390. године када га је наследио син или брат Манојло.

## Биографија
Тесалски Анђели истакли су се током владавине Симеона Синише Немањића у Епиру и Тесалији (1359—1370), јер су били родбински повезани са његовом женом. Када је Симеон 1370. године умро, наследио га је син Јован Урош (1370—1373). Јован се више бринуо о црквеним стварима, него о државној управи, те је државне послове поверио Алексију, који је носио високу византијску титулу цезара. На крају, око 1372/3. године, Јован се потпуно повлачи из јавног живота. Ступио је у манастир и оставио Алексија као владара Тесалије.
Алексије је био ожењен Маријом Ангелином (рођена крајем 1356. године или касније), ћерком српског великаша Радослава Хлапена. Подржавали су га локални обласни господари. Око 1382. године Алексије је тражио заштиту Византијског царства, прихватајући врховну власт Манојла Палеолога, који је у то време управљао Солуном. Алексије је последњи пут у изворима поменут 1388. године. Умро је око 1390. године када га је наследио син (или брат) Манојло. Забележено је да је 1388. године тесалски цезар послао помоћ владару Јањине, Изаулу де Буонделмонтију против албанских племена у Епиру. Удружене, њихове снаге постигле су велику победу, али није познато да ли је Алексије тада још увек био жив.
Алексије (или Манојло) је био деда османског великог везира, српског порекла, Махмуда-паше Анђеловића и његовог брата Михаила Анђеловића.